# Empecamenta sierraeleonis
Empecamenta sierraeleonis är en skalbaggsart som beskrevs av Brenske 1897. Empecamenta sierraeleonis ingår i släktet Empecamenta och familjen Melolonthidae. Inga underarter finns listade i Catalogue of Life.